# Rebutia pseudodeminuta
Rebutia pseudodeminuta ist eine Pflanzenart in der Gattung Rebutia aus der Familie der Kakteengewächse (Cactaceae). Das Artepitheton pseudodeminuta leitet sich vom griechischen Wort pseudo für ‚falsch‘ und der Ähnlichkeit mit der Art Rebutia deminuta ab.

## Beschreibung
Rebutia pseudodeminuta wächst meist sprossend, aber auch einzeln mit kugelförmigen bis kurz zylindrischen, tiefgrünen Körpern. Die Körper erreichen bei Durchmessern von 7 bis 9 Zentimetern Wuchshöhen von bis zu 10 Zentimetern und haben Faserwurzeln. Die etwa 15 bis 20 Rippen sind deutlich in Höcker gegliedert. Die darauf befindlichen Areolen sind braun. Es sind 2 bis 3 (selten 1 bis 4) mehr oder weniger abstehende Mitteldornen vorhanden. Sie sind gelblich bis dunkelbraun, bekommen mit der Zeit braune Spitzen und sind bis zu 15 Millimeter lang. Die etwa 10 bis 15, weißlichen und glasigen Randdornen sind 5 bis 7 Millimeter lang.
Die karminroten Blüten werden 2 bis 4 Zentimeter lang und erreichen Durchmesser von 3,5 Zentimetern. Ihr Perikarpell und die Blütenröhre sind mit einigen Borsten besetzt. Die Narben sind weiß.

## Verbreitung und Systematik
Rebutia pseudodeminuta ist in Bolivien in den Departamentos Chuquisaca und Tarija sowie in Argentinien in der Provinz Salta in Höhenlagen von 2000 bis 2700 Metern verbreitet.
Die Erstbeschreibung durch Curt Backeberg wurde 1933 veröffentlicht. Nomenklatorische Synonyme sind Aylostera pseudodeminuta (Backeb.) Backeb. und Echinorebutia pseudodeminuta (Backeb.) Frič.

## Nachweise